# Foxtrot

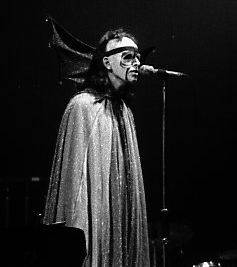
Peter Gabriel im Bühnenkostüm zu Watcher of the Skies

Foxtrot (englisch für „Foxtrott“) ist das vierte Studioalbum der britischen Rockband Genesis. Es erschien im September 1972 und ist das zweite Werk der ersten Genesis-Stammbesetzung mit Peter Gabriel, Tony Banks, Mike Rutherford, Phil Collins und Steve Hackett. Foxtrot gilt als Klassiker der Progressive-Rock-Phase von Genesis in den 1970er Jahren.

## Musikalischer Hintergrund
Mit Supper's Ready enthält Foxtrot einen der meistbeachteten Longtracks in der Geschichte des Progressive Rock. Dieses 23-minütige Epos besteht aus sieben musikalisch unabhängigen Teilen, die sich harmonisch zu einem Gesamtwerk zusammenfügen. Neben Supper's Ready ist mit Watcher of the Skies ein weiterer Klassiker der Band vertreten, der sich lange im Konzertrepertoire von Genesis befand.
Neben musikalischen Neuerungen wie dem 9/8-Takt bei Supper's Ready führte die Band ihre textliche Vielseitigkeit fort. So handelt Watcher of the Skies von einer Science-Fiction-Geschichte von Arthur C. Clarke, während Time Table auf melancholische Weise das romantische Bild vom mittelalterlichen Leben reflektiert. Get 'em out by Friday erzählt eine recht subversive Dystopie, in der ein Ehepaar unter haltlosen Versprechungen zum Verkauf seiner Wohnung gezwungen wird. Can-Utility and the Coastliners wiederum thematisiert die Legende, wonach der Wikingerkönig Knut der Große (engl.: Canute the Great) das Meer zum Zurückweichen gebracht haben soll. Supper's Ready zuletzt ist eine umfangreiche und psychedelische Textsammlung über die Verwicklungen des modernen Lebens mit zahlreichen religiösen und mythischen Bezügen.

## Titelliste
Alle Titel wurden von Tony Banks, Phil Collins, Peter Gabriel, Steve Hackett und Mike Rutherford geschrieben.
1. Watcher of the Skies – 7:19
2. Time Table – 4:42
3. Get ’em out by Friday – 8:35
4. Can-Utility and the Coastliners – 5:43
5. Horizons – 1:39
6. Supper’s Ready – 22:53
I. Lover’s Leap
II. The Guaranteed Eternal Sanctuary Man
III. Ikhnaton and Itsacon and Their Band of Merry Men
IV. How Dare I Be so Beautiful?
V. Willow Farm
VI. Apocalypse in 9/8 (Co-Starring the Delicious Talents of Gabble Ratchet)
VII. As Sure as Eggs Is Eggs (Aching Men’s Feet)

## Besetzung
- Peter Gabriel – Gesang, Querflöte, Howarth-Oboe, Percussion
- Tony Banks – Orgel, Mellotron, Piano, 12-Saiten-Gitarre, Gesang
- Mike Rutherford – E-Bass, Basspedal, 12-Saiten-Gitarre, Cello, Gesang
- Steve Hackett – E-Gitarre, 12-Saiten-Gitarre
- Phil Collins – Schlagzeug, Percussion, Gesang

## Rezeption
Das Magazin eclipsed bezeichnet in seinem Buch Rock – Das Gesamtwerk der größten Rock-Acts im Check: alle Alben, alle Songs (Teil 1) das Album als „in der Summe“ als Genesis’ „vielfältigstes und stimmigstes Album“. Dies u. a. wegen des Tracks Supper's Ready, der „mit seinen tausend Ideen und Stimmungen […] zu den lyrischsten und ereignisreichsten Progstücken aller Zeiten“ gehöre. Konsequenterweise vergibt das Magazin daher für das Werk die höchste Kategorie Kaufrausch und es landet in dieser Veröffentlichung in der Gesamtschau aller Genesis-Alben auf dem ersten Platz.
Für Stephen Thomas Erlewine von Allmusic ist Foxtrot „das seltene Art-Rock-Album, das sich sowohl in der Kunst als auch im Rock auszeichnet“, und es sei „deshalb ein Höhepunkt des Genres (und des Jahrzehnts)“. Das Werk erhält von ihm die volle Wertung von 5 Sternen.
Die Zeitschrift Rock Hard führt das Album in einer Liste der 15 wichtigsten Progressive-Rock-Alben auf Platz 1. Der Redakteur Michael Rensen verweist dabei vor allem auf die Emotionalität, die den Hörer packe: „Die LP packt dich tiefer, viel tiefer, ganz unten in deiner Seele, wohin Musik sonst nie vordringt.“
Die britische Musikzeitschrift Classic Rock kürte Foxtrot im Juli 2010 zu einem der 50 Musikalben, die den Progressive Rock prägten, und im Juni 2015 wählte das renommierte Fachblatt Rolling Stone das Album auf Platz 14 der 50 besten Progressive-Rock-Alben aller Zeiten.

## Kommerzieller Erfolg

### Chartplatzierungen
| ChartsChartplatzierungen     | Höchstplatzierung | Wochen |
| ---------------------------- | ----------------- | ------ |
| Deutschland (GfK)            | 45 (4 Wo.)        | 4      |
| Vereinigtes Königreich (OCC) | 12 (7 Wo.)        | 7      |

### Auszeichnungen für Musikverkäufe
| Land/Region                  | Auszeichnungen für Musikverkäufe (Land/Region, Auszeichnung, Verkäufe) | Verkäufe |
| ---------------------------- | ---------------------------------------------------------------------- | -------- |
| Frankreich (SNEP)            | Gold                                                                   | 100.000  |
| Vereinigtes Königreich (BPI) | Gold                                                                   | 100.000  |
| Insgesamt                    | 2× Gold ·                                                              | 200.000  |

Hauptartikel: Genesis (Band)/Auszeichnungen für Musikverkäufe